# Невигадана історія
«Невигадана історія» — радянський художній фільм 1964 року, режисера Володимира Герасимова, за мотивами оповідання Іллі Звєрєва «Що людині треба?».

## Сюжет
Толі Левчукову і його молодій дружині Варі, монтажникам на одному з великих будівництв, вдалося отримати невелику кімнатку. Здавалося б, життя налагодилося, але вже треба збиратися на сусідній майданчик, у невлаштованість нового місця. У родині намітився перший розлад. Анатолій не хоче їхати, і Варя з трудом переконує чоловіка, що вони просто не мають права кидати своїх товаришів у важку хвилину. Варварі, готовій бачити друга в кожному, нехай навіть ледь знайомій людині, з кожним роком все важче ужитися зі своїм чоловіком. Він хороший працівник, чесна людина, але беззастережно ставить свої інтереси на перше місце, не бажаючи рахуватися з іншими людьми. Незабаром труднощі їх відносин множаться безпідставними ревнощами. Навіть народжений і любимий обома батьками син не може зупинити неминуче розставання.

## У ролях
- Жанна Прохоренко —  Варя Левчукова
- Георгій Єпіфанцев —  Анатолій Левчуков
- Леонід Куравльов —  Костя Ремізов
- Віталій Доронін —  Степан Іванович
- Валентина Березуцька —  Шура, дружина Степана Івановича
- Катерина Мазурова —  теща Степана Івановича
- Валентина Ананьїна — сусідка Варі по гуртожитку

## Знімальна група
- Сценаристи:  Юлій Дунський,  Валерій Фрід, Ілля Звєрєв
- Режисер:  Володимир Герасимов
- Оператор:  Галина Пишкова
- Композитор:  Олексій Муравльов
- Художник:  Юрій Кладієнко